# Objet de transfert de données
Pour les articles homonymes, voir DTO.
Un objet de transfert de données (data transfer object ou DTO en anglais) est un patron de conception utilisé dans les architectures logicielles objets.
Son but est de simplifier les transferts de données entre les sous-systèmes d'une application logicielle. Les objets de transfert de données sont souvent utilisés en conjonction des objets d'accès aux données.
Le DTO se distingue du DAO (objet d'accès aux données) car il ne permet que de modifier ou d'accéder à ses données (avec des mutateurs et accesseurs).